# Paul Wenz
Pour les articles homonymes, voir Wenz.
Paul Wenz est un écrivain australien de langue française né à Reims le 18 août 1869, mort à Forbes, en Nouvelle-Galles du Sud, Australie, le 23 août 1939. Il est le frère d'Émile Wenz, pionnier de la photographie aérienne, et du peintre Frédéric Wenz.
Une exposition internationale "Double Bush Binding" est consacrée à Paul Wenz en 2007. Elle passe par Sydney, Tokyo et sa ville natale, Reims. En 2008 la ville de Reims inaugure une rue Paul-Wenz dans le secteur de la Neuvillette.

## Biographie
Paul est le troisième fils d'Émile Wenz (1834-1926) et de Marie Dertinger (1839-1925). Les autres enfants du couple sont :
- Émile (1863-1940)
- Frédéric (1865-1940)
- Alfred (1872-1947)
- Aline (1873-1958)

Il se marie le 15 septembre 1898 avec Harriet (Hettie) Adela Annette Dunne (1869-1959). Le couple n'a pas eu d'enfant.
| - Frédéric, Émile (le père), Paul, Alfred et Aline (1873) - Émile (le père), Frédéric, Paul, Alfred, Aline (c 1910) |

- 1879 : à Paris, Paul entre à l'École alsacienne, un collège protestant, il y est pensionnaire de la Maison Sainte Beuve. Il se lie d'amitié avec Pierre Louÿs, Paul Albert Laurens et André Gide.

- 1888-89 : Il effectue son service militaire au 13e régiment d'artillerie, à Vincennes, où il retrouve son meilleur ami, Joseph Krug. À la fin de son service militaire Paul est chargé de la « Petite Caisse » des établissements Wenz, un travail qui dure trois mois, car il ne supporte pas d'être enfermé dans un bureau. Ensuite il passe huit mois à Londres dans l'entreprise familiale. Paul Wenz n'est pas attiré par le monde des affaires, il est une force de la nature, mesurant 1,93 m et a besoin d'espace et de voyager.

| - Enterrement de vie de garçon (Paul Wenz et Joseph Krüg) - Paul Wenz sur le départ 5 août 1892 |

- En 1891 il passe treize mois en Algérie.

- Puis, en 1892, Paul quitte la France pour une longue tournée qui va durer deux ans, afin de prospecter pour l'entreprise familiale, et servir les intérêts « lainiers » en Australie. Toute sa vie il sera un baroudeur et un voyageur infatigable. Il traverse l'équateur plus de quatorze fois ; un simple retour en France pouvait passer par les îles du Pacifique, le Japon, Pékin, Vladivostok et le Transsibérien ou par le cap Horn, Buenos Aires, Chili, Bolivie, Équateur, le canal de Panama, les Antilles etc. !

Quand il arrive en Australie pour la première fois il retrouve son ami Joseph Krug à Ballarat, la ville de chercheurs de l'or.
De 1892 à 1894 Paul Wenz va exercer divers métiers en Australie, dont celui de Jackaroo dans les États de Nouvelle-Galles du Sud et Queensland, puis il rentre en France en 1894. Mais il y reste peu de temps, car en août 1896 il est à Mackay, dans le Queensland, où il recherche l’épave d'une embarcation censée avoir ramené des survivants du naufrage de La Pérouse.
- En avril 1898, Paul acquiert avec un ami, William Dobson, une grande propriété, Nanima station, située aux bords de la rivière Lachlan, à mi-chemin entre Forbes et Cowra, en Nouvelle-Galles du Sud et à 400 km à l'Ouest de Sydney. Il y construit sa résidence.

Le 15 septembre Paul épouse Harriet Adela Annette Dunne (Hettie), fille de pasteur et grand propriétaire terrien dans la région de Broken Hill.
| - William Dobson et Paul Wenz (1898). - Paul et Hettie Wenz (1900). - Paul Wenz par Paul Albert Laurens (c 1900). - Paul Wenz par Frédéric Wenz (1905). |

Paul Wenz fait fructifier ses cultures, agrandir sa propriété (jusqu'à 13 000 hectares). Il s'intéresse aux techniques novatrices et aux idées nouvelles, comme l'irrigation ou la plantation de la luzerne et l'élevage de moutons, tout en continuant à superviser les intérêts familiaux en tant que directeur de Wenz & Co. (Il a même écrit un traité sur l'élevage des moutons, avec illustrations par son frère Frédéric en 1925).

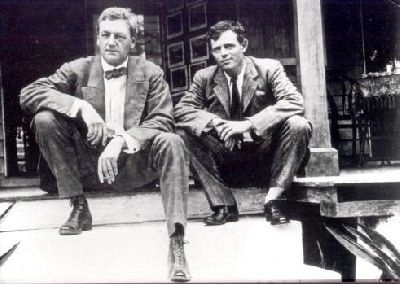
Paul Wenz et Jack London.

- 1909 (entre janvier-mars) Jack London et son épouse Charmian sont venus en Australie sur leur yacht le Snark, quand Jack tombe malade. Il est en convalescence en Tasmanie, puis à Sydney ou il fait la connaissance de Paul Wenz. Entre le couple Paul et Hettie Wenz et le couple Jack et Charmian London, ce sera le début d'une grande amitié.

Paul Wenz est le traducteur de The Love of Life, L'Amour de la vie.
Le couple Wenz, en août 1909, est présent à Reims, au premier meeting aérien international d'aviation. Premier meeting international de Reims en 1909, dont son frère Émile fait partie du comité l'organisation.
- 1913 : 28 juin : Paul et Hettie Wenz arrivent à Reims après être passé par le Cap Horn, avoir débarqué à Buenos Aires, puis traversé le Chili, le Pérou et la Bolivie avant de regagner l'Europe par le Canal de Panama, la Trinité et la Barbade.

La guerre surprend Paul et Hettie, juste avant leur retour projeté en Australie. Paul est trop vieux pour être mobilisé, mais il se porte volontaire pour la Croix-Rouge et sert comme un agent de liaison avec les troupes britanniques et australiennes dans les hôpitaux militaires français. Hettie travaille aussi pour la Croix-Rouge. La presse locale australienne parle de lui et Paul envoie aux journaux de Sydney et de Forbes des descriptions de la guerre.
A compter de mars 1916, Paul est à Londres avec le Comité français de la Croix-Rouge. Il retrouve son ami André Gide et fait la connaissance de Joseph Conrad et d'Arnold Bennett. Le couple Wenz retourne en Australie en avril 1919.

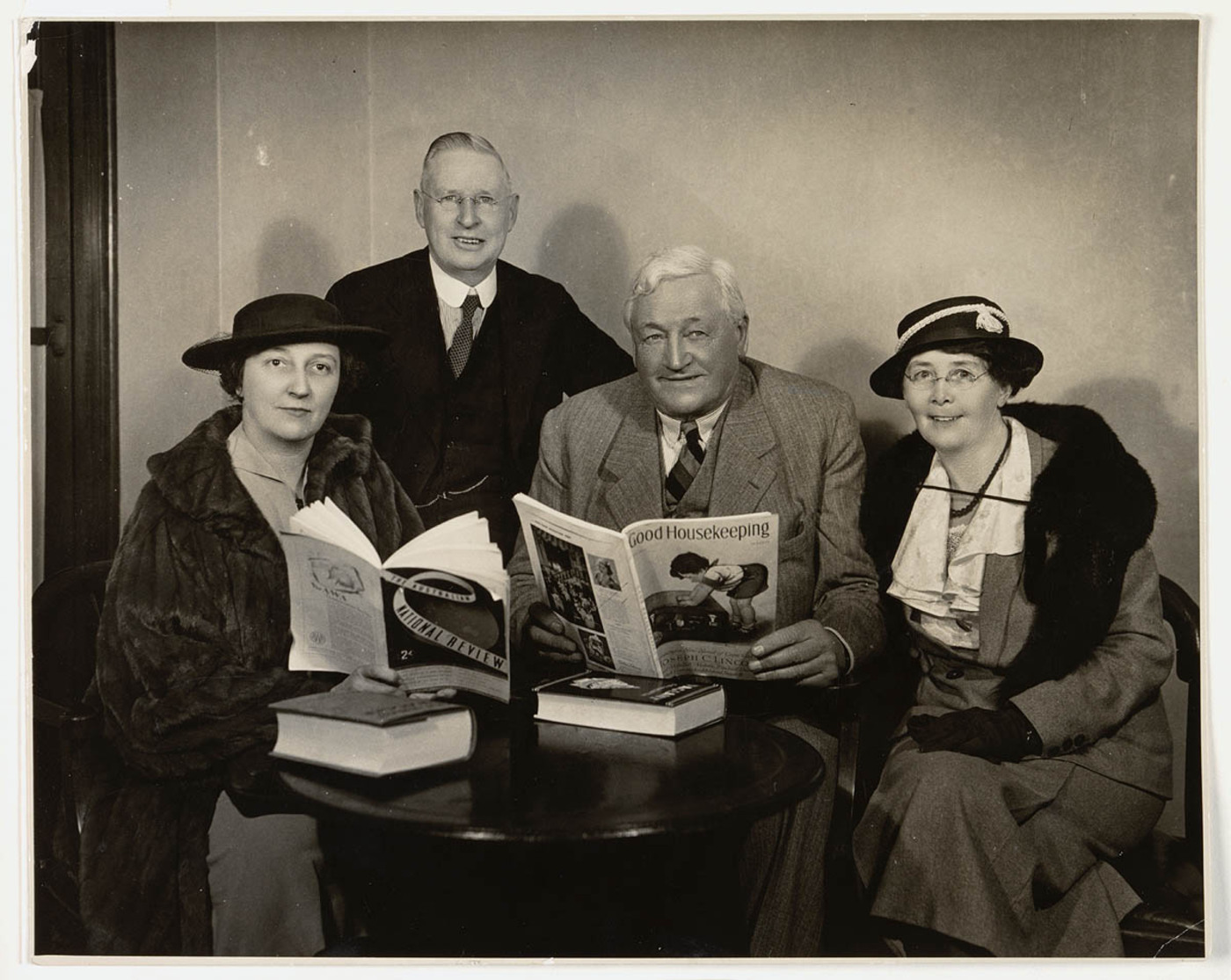
Mildred Seydell, W Farmer Whyte, Paul Wenz, Miles Franklin (1938).

- Entre les années 1920 et 1930, Paul Wenz devient plus actif sur la scène littéraire australienne et se lie d'amitié avec Miles Franklin, Dorothea Mackellar, Nettie Palmer (en)[8], G B Lancaster et Frank Clune (en).

- Hettie et Paul Wenz voyagent encore en Europe entre 1932 et 1934 et entre 1935 et 1937 Paul Wenz reste en Australie avec de fréquents voyages à Sydney, en Queensland et en Nouvelle-Zélande en tante que directeur de Wenz et Cie.

- Paul fait son dernier voyage en France en 1938. À son retour en juin 1939 il contracte « un rhume » et ne se soigne pratiquement pas. Après un court hospitalisation, Paul Wenz meurt le 23 août[9].

## Écrits de Paul Wenz
Paul Wenz écrira d'abord sous le pseudonyme de Paul Warrego. Son style est concis et ses descriptions sont vives. Ses premiers écrits le montre en apologiste de l'Australie pour le français, mais après la guerre de 1914-1918, ses romans et ses récits expriment plus la question de l'identité australienne.
En France, les éditions de La Petite Maison et les éditions Zulma ont réédité la plupart de ses livres à partir des années 1990.
- Paul Warrego (Paul Wenz), « Comment Bill Larkins alla à l'exposition », L'Illustration, no 3006,‎ 1900, p. 210-.

- Paul Warrego (Paul Wenz), « Gooburraganderong », L'Illustration, no 3048,‎ 27 juillet 1901, p. 58-59 (lire en ligne).

- Paul Warrego (Paul Wenz), « La sécheresse », L'Illustration, no 3067,‎ 7 décembre 1901, p. 354-5 (lire en ligne).

- Paul Warrego (Paul Wenz), « Le trader », L'Illustration, no 308,‎ 15 mars 1902, p. 174-.

- Paul Warrego (Paul Wenz), « La sécheresse en Australie », L'Illustration,‎ 1902, p. 230-.

- Paul Warrego (Paul Wenz), « Windaroo Gully », L'Illustration,‎ 1903, p. 102-.
- Paul Warrego (Paul Wenz), « Johnny », L'Illustration,‎ 1903, p. 174-.
- Paul Warrego (Paul Wenz), « La huile de Kaloola Creek », L'Illustration,‎ 1903, p. 386-.
- Paul Warrego (Paul Wenz), « Tallicolo », L'Illustration, no 3272,‎ 11 novembre 1905.

- Paul Warrego (Paul Wenz), À l'autre bout du monde : aventures et mœurs australiennes, Paris, 1905.

- (en) Paul Warrego (Paul Wenz), Diary of a New Chum, Melbourne, Book-lovers Library, 1908, 63 p. (disponible sur Internet Archive                  =).

Paul Wenz (trad. Denis Wenz), Un Australien tout neuf, Melbourne, La Petite Maison, 1989.
- Paul Warrego (Paul Wenz), « Le Cockatoo », L'Illustration,‎ 1908.

- Paul Warrego (Paul Wenz), Sous la croix du sud, Paris, Plon, 1910, 304 p..

- Paul Wenz, « Le Charretier », La Nouvelle Revue française, vol. 3,‎ 1910, p. 338-355 (disponible sur Internet Archive).
- Paul Wenz, Contes australiens, Paris, Plon, 1911.
- Paul Wenz, « L'achèvement du canal de Panama », L'Illustration,‎ 1913, p. 390-.
- Paul Wenz, « L'Homme du soleil couchant », La Revue de Paris,‎ avril 1915, p. 559-593 (lire en ligne sur Gallica, consulté le 9 janvier 2020).

Paul Wenz, « L'Homme du soleil couchant (fin) », La Revue de Paris,‎ mai 1915, p. 122-162 (lire en ligne sur Gallica, consulté le 9 janvier 2020).
Paul Wenz (préf. Étienne Geoffroy-Saint-Hilaire, ill. Frédéric Wenz), L'Homme du soleil couchant, Paris, Calmann-Lévy, 1923, 220 p..
L'Homme du Soleil Couchant, (roman suivi des Lettres à Joseph Krug, 500 ex. 212 pages, réédité en 1993 par les éditions La Petite Maison )
- Paul Wenz, Bonnes gens de la Grande guerre, Paris, Berger-Levrault, 1918, 63 p. (lire en ligne sur Gallica).

- Paul Wenz, « Le Pays de leurs pères (I) », La Revue de Paris,‎ 15 octobre 1918, p. 670-709 (lire en ligne sur Gallica).

Paul Wenz, « Le Pays de leurs pères (II) », La Revue de Paris,‎ 1er novembre 1918, p. 115-157 (lire en ligne sur Gallica).
Paul Wenz, « Le Pays de leurs pères (III) », La Revue de Paris,‎ 15 novembre 1918, p. 353-392 (lire en ligne sur Gallica).
Paul Wenz, Le Pays de leurs pères, Paris, Calmann-Lévy, 1919, 244 p..
(en) Paul Wenz (trad. Marie Ramsland), Their fathers' land : for King and Empire, ETT Imprint, 2018, 178 p. (ISBN 978-1-925706-47-5, présentation en ligne).
- Paul Wenz, Choses d'hier, Paris, Berger-Levrault, 1919, 64 p..

- Paul Wenz (ill. Frédéric Wenz), L'élevage du mouton en Australie décrit en vue de son application dans les colonies françaises, Paris, E. Larose, 1925, 52 p..

- Paul Wenz, Le Jardin des coraux, Paris, Calmann-Lévy, coll. « Le Prisme », 1929, 168 p..

- Paul Wenz, Il était une fois un gosse, Paris, Éditions de la Vraie France, 1930.

- Paul Wenz (préf. André Gide), L'Écharde : roman, Paris, Zulma, 2010, 3e éd. (1re éd. 1931), 222 p. (ISBN 978-2-84304-501-1).

(en) Paul Wenz (trad. Maurice Blackman), The Thorn in the Flesh [« L'Écharde »], ETT Imprint, 2018, 152 p. (ISBN 978-1-925706-52-9, présentation en ligne).
- (en) Paul Wenz, « The Most Beautiful Harbour in the World », The Bulletin, Sydney,‎ 4 avril 1934.

- Paul Wenz (ill. Léon Carré), « L'Homme qui resta debout », L'Illustration,‎ 1935.

- Paul Wenz, « La Clef d'or », dans Suzette en vacances, Paris, Gautier-Languereau, 1935.

- Paul Wenz, « La Hutte des Bec-cuillers », La Nouvelle Revue française, no 566,‎ juin 2003, p. 22-230 (présentation en ligne).

- (en) Paul Wenz, « Unpublished manuscripts », sur National Library of Australia